# カニダマシ科
カニダマシ科（カニダマシか、Porcellanidae）は、甲殻類の1群。カニに似た姿をしているが、ヤドカリの仲間である。

## 特徴
ヤドカリ下科の動物だがカニによく似た姿をしている。背甲は前後、あるいは左右に長いこともあるが、ほぼ円形で、前端に棘状に突出する額角は、多くのものであまり発達しない。　
多くのヤドカリ類には眼柄の基部に角状に突出する眼棘があるが、カニダマシには無い。またヤドカリ類には第二触角の基部に退化した外肢である触角鱗があるが、カニダマシでは触角は長い単純な糸状となっている。
胸部にある5対の胸肢の内、第1脚はよく発達した鋏となる。これは左右不対称の場合が多い。第2-4脚は歩脚状で、第5脚は小さな鋏型で、これは背甲の下の鰓室に入っている。つまり、外見的には1対の鋏と3対の歩脚のみを持つ。腹部はよく石灰化しており、幅広くて平らで、胸部の腹面に押しつけるように折りたたまれている。腹部の末端は尾節と尾肢があり、明確な尾扇を形成している。これはエビの尾の先にある鰭の並んだ扇状のものと同等の構造だが、この類では互いに寄り合って腹部先端に平らな面を作るものとなっている。尾扇は5葉に分かれるものと7葉のものがある。またこの尾扇の部分を更に内側に折りたたむことはしない。

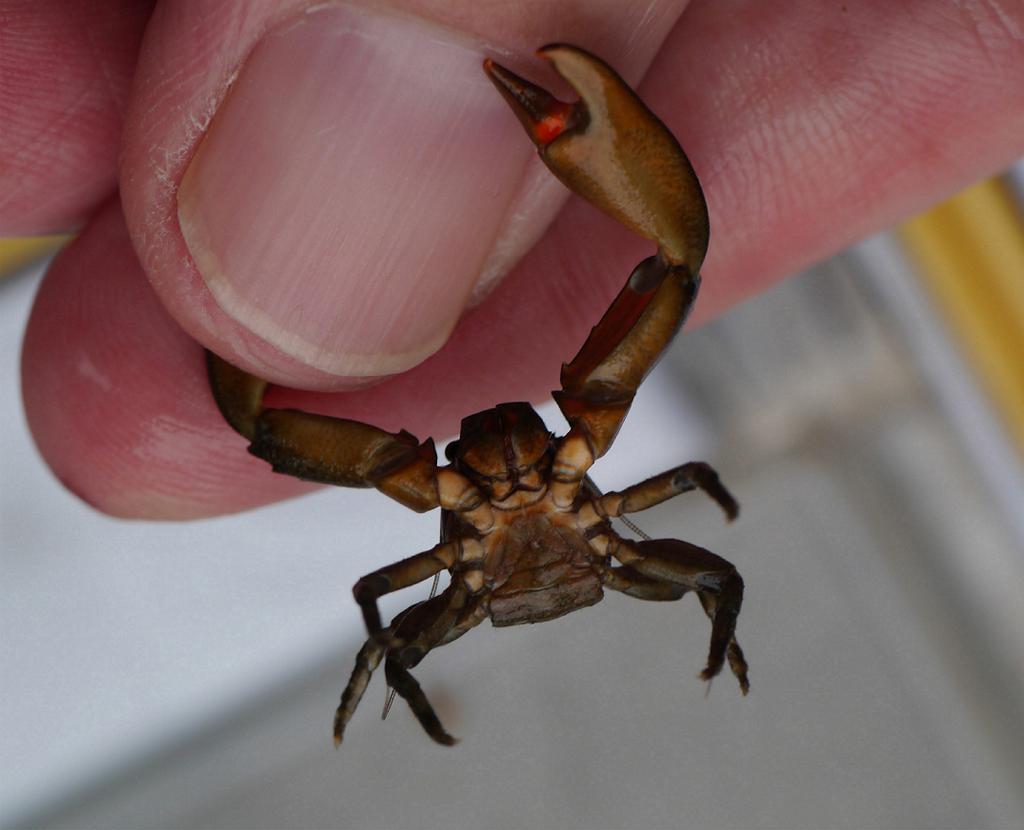
イソカニダマシ・腹面
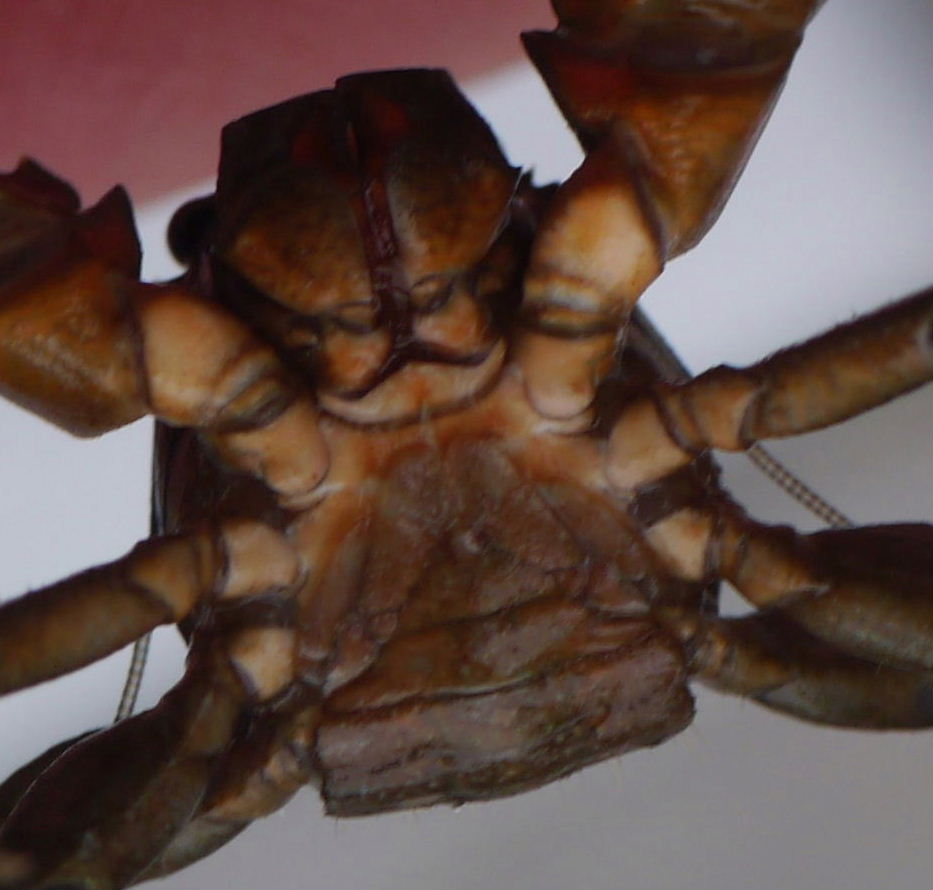
同・拡大 腹部末端が尾扇

腹部の付属肢としては、雌では第4-5節のそれぞれから出る2対の腹肢があるか、またはこれに加えて第3節にも１対の腹肢を持つ。雄では第2節によく発達した腹肢1対がある。
小柄な動物が多く、背甲の長さが3-15mm程度のものがほとんどである。

### カニとの違い
上記のようにカニに似た姿を持つ。特に鉗脚が大きく発達し、それを体の前方正面に構える姿はカニらしく見える。
最後の胸脚が小さくて隠れており、歩脚が3対しかないことはカニとの大きな違いで、これは同じくヤドカリ類のタラバガニ類とも共通のカニとの違いである。また糸状に長く発達した第2触角も、カニ類と一目で区別出来る特徴である。細部では腹部先端に尾節が発達する点でも異なる。
また、ほとんどのカニは左右に移動するが、カニダマシは前後にも移動できる。

## 分布と生息環境
全て海棲で、太平洋、インド洋、大西洋の温帯域から熱帯域を中心として分布する。全ての種が大陸棚深度（水深200m）より浅い海域から記録されている。海岸性の種も多い。なお、本種と共にコシオリエビ上科に所属する他の2つの科のものは、より深い深度に生息するものが多い。

## 生態など
岩礁や珊瑚礁の岩などの隙間、あるいは転石の下などに生息する自由生活のものが多い。他に海綿動物、刺胞動物、環形動物などと共生している種も知られる。
全ての種がデトリタスを濾過摂食する懸濁物食者である。食べ方としては、第3顎脚に多数の羽状毛があり、これをあたかもフジツボの蔓脚の様に用いて水中に漂う微粒子をかき集めて食べる。カニとは異なり、鉗脚は必ずしも摂食に必要ではないと看做されている。ほかにプランクトン等も食べられる。なお、カニでもヒライソガニなどごく一部で同様の摂食行動が知られている。
行動としては歩脚を使って歩くほか、腹部を激しく波打つように動かし、それによって後方へ泳ぐことが出来るものもある。

## 発生
十脚類の発生の様式と大差ないが、特徴的なのはゾエアの形態である。その大まかな形態は特にカニのものと似ているのだが、目立った特徴として背甲の前端から前に伸びる額棘が著しく長い。また、背甲後方両側から伸びる後側棘1対が後方に向かってこれも非常に長く伸びる。
同様にゾエアが長い棘を出すものにアサヒガニ科やヘイケガニ科があるが、他の特徴で明確に区別が出来、本科のゾエアは形態的に特殊と言える。この長い棘を持つ意味やその役割についてはよい説明がなされていない。飼育すると、幼生は壁にぶつかって棘を折ることがよくあるが、それでも脱皮して成長する個体も見られ、致命的な傷とはならないようである。

## 分類
コシオリエビ上科には他にコシオリエビ科 Galathridae とワラエビ科 Chirostylidae がある。このうちコシオリエビ科は腹部が後ろに伸び、先端近くがおりたたまれているだけなので、むしろエビに見える。ワラエビ科のものは腹部を頭胸部の下に折り曲げるが、頭胸部が縦長でエビに見えるものが多い。一部にカニに似たものがあるが、この科では本科と異なり、尾扇が腹部の内側に折り込まれる。なお、クモエビ科の一部に関しては、カニダマシ科との類縁が論じられている。
本科と同じようにヤドカリからカニ型になったものにタラバガニ科 Lithodidae があるが、こちらは尾肢がない。また、この科は本科との系統関係は近くなく、ヤドカリ上科に属する。

## 下位分類
2008年までに約30属280種が知られている。その内で種数が多いのはイソカニダマシ属 Pterolisthes で、3つの大洋にわたって約100種が知られる。
西南日本の海岸では転石の下でイソカニダマシ P. japonicus がごく普通に見られる。

## 利害
特に知られていない。